# الکساندر تیموشینین
الکساندر تیموشینین (روسی: Александр Иванович Тимошинин؛ زادهٔ ۲۰ مه ۱۹۴۸) قایقران روئینگ اهل شوروی است.
وی در مسابقات کشوری و بین‌المللی در مجموع برندهٔ ۲ مدال طلا، ۱ مدال نقره شده‌است.